# Anita, la cazadora de insectos
Anita, la cazadora de insectos es una película de ficción basada en el cuento homónimo de Roberto Castillo y producida por el hondureño Hispano Durón en el año 2000. La historia gira sobre una joven huye de su hogar al sentirse incomprendida por sus padres y rechazada por sus amigos, acompañada además de una obsesión por coleccionar insectos. 
La película obtuvo el premio a la mejor producción en el Festival Ícaro de la Creación Audiovisual en Guatemala en el año 2001.

## Sinopsis
La película nos presenta la historia de Ana, una aplicada y correcta adolescente próxima a cumplir los 15 años. Todo parece indicar que su vida estará llena de triunfos, pues es la mejor alumna de su clase, es querida y envidiada por sus compañeras. Para lograr mejores relaciones en la sociedad su padre le pide que se relacione con "las turquitas" (el término "turco" hace referencia a los árabes y palestinos en Honduras, que son en su gran mayoría los empresarios que dominan el sistema económico del país, se les conoce como turcos porque ese era el pasaporte con el que llegaron a Honduras a principios del siglo XX, los turcos son vistos con cierto recelo y en algunas ocasiones con odio por algunos miembros de la sociedad hondureña pues siempre los han llegado a considerar explotadores y malos jefes), que estas en un futuro le pueden ayudar a escalar posiciones sociales. 
Es en esas reuniones conoce a un primo de aquellas, del cual se termina enamorando. Cuando este y sus nuevas amigas rechazan a Ana; al no ir a su Fiesta de 15 años, y ante la negativa de su padre de que las vuelva a frecuentar al darse cuenta de que tienen hábitos muy liberales, Ana empieza un declive y una adicción a coleccionar insectos, la  cual se incentivó al ver a su padre teniendo relaciones sexuales con otra mujer.
En lo siguiente, Anita entra a un estado por momentos catatónico, en un estado de locura se escapa de su casa y comienza a vagar buscando insectos, es entonces cuando un vendedor de drogas la encuentra y se la lleva a su casa (una casucha en realidad) y a pesar de todo Anita parece reaccionar y corresponder a los deseos del vendedor de drogas, quien le muestra afecto al lavarle los pies y el resto del cuerpo.
Al morir el vendedor, Anita vuelve a su casa donde su borracho padre, al darse cuenta de que su hija esta embarazada, le da una paliza y le hace perder el bebé. Al final Anita se escapa de nuevo para no regresar, aunque la madre recoge las mariposas que encuentra en su cuarto, las guarda en un cuaderno y anota la fecha con la esperanza de enseñarle el cuaderno cuando ella vuelva y que así sepa cuanto la extraña.

## Reparto
- Marcela Flores como Anita Fernández: joven coleccionista de insectos viviendo en una familia sumida en las deudas.
- Aníbal Barletta como Aníbal Fernández: hermano menor de Anita.
- Jessy Casco como la señora Fernández: madre de Anita.
- Jorge Osorto como Héctor Fernández: padre de Anita.
- Tania Hernández como Rosibel: compañera de clases y mejor amiga de Anita.
- Óscar Amaya como el profesor García: profesor de matemáticas de la escuela a la que asisten Anita y Rosibel.
- Juana Pavón como la Hermana Margarita: profesora de religión de la escuela a la que asisten Anita y Rosibel.
- Elena Morán como Sara: una de las "turquitas" compañeras de Anita, hermana gemela de Susy.
- Yolanda Morán como Susy:  una de las "turquitas" compañeras de Anita, hermana gemela de Sara.

## Producción
Fue una coproducción del Centro de Recursos de Aprendizaje (CRA) de la Universidad Nacional Autónoma de Honduras (UNAH). La dirección artística estuvo a cargo de Marco Licona.
El tema musical de la película, es No me lastimes de la banda de rock hondureña Diablos Negros, que por un tiempo cambió su nombre por ADN o (Antes Diablos Negros).